# Roser Ripollés de la Fragua
Roser Ripollés de la Fragua (Agramunt, 1934 - maig de 2020) fou una filòloga catalana autora d'articles i llibres sobre la llengua catalana del segle xvii, i especialment sobre renoms i toponímia de les Borges Blanques. Va participar en nombrosos congressos i trobades sobre onomàstica, paremiologia i fraseologia, i va publicar gran nombre d'articles a revistes com Terrall, Paremia, Revista de llengua i dret o el Butlletí interior de la Societat d'Onomàstica, de la qual va ser secretària.
Nascuda a Agramunt, es va traslladar de ben petita a les Borges Blanques. Es va llicenciar en Filologia Hispànica a la Universitat Autònoma de Barcelona, amb una tesi sobre La llengua catalana durant el segle xvii, segons documents de l'Ajuntament de Les Borges Blanques, dirigida per Josep Nadal i Farreras.
Durant gairebé vint anys va treballar a l'Ajuntament de les Borges com auxiliar administrativa i després també durant vint anys com a professora de llengua catalana a l'Escola de Magisteri de Lleida (actualment Facultat de Ciències de l'Educació de la Universitat de Lleida).
Ripollés també era aficionada a la pintura, duent a terme aquarel·les, collage i gravats: va exposar diverses vegades a les Borges, l'última a l'Espai Macià el desembre de 2016, amb una mostra titulada “Aquarel·les, gravats i mandales”.